# Casa de José de Alencar
A Casa de José de Alencar é uma instituição cultural localizada no bairro José de Alencar, em Fortaleza, Ceará. É compreendido por uma área que abriga uma casa onde José de Alencar viveu sua infância, bem como o primeiro engenho a vapor do estado do Ceará, tendo sido tombada pelo Instituto do Patrimônio Histórico e Artístico Nacional. A área pertence e é mantida pela Universidade Federal do Ceará, que a adquiriu em 1965.

## História

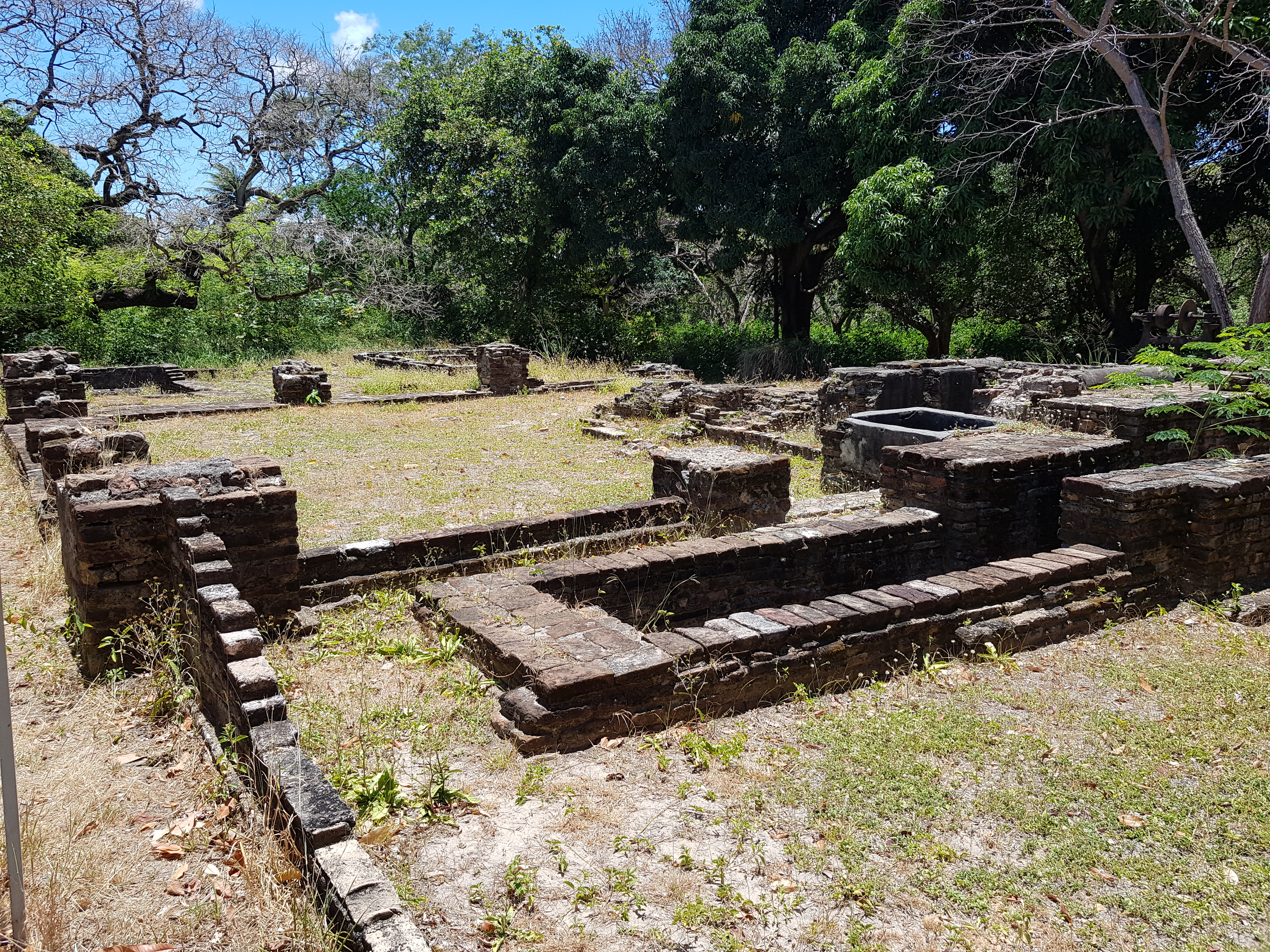
Ruínas do primeiro engenho a vapor do Ceará

O lugar era chamado de Sítio Alagadiço Novo e foi adquirido por José Martiniano de Alencar quando de sua primeira presidência na então Província do Ceará como sua residência particular. Sua área atual é de nove hectares e compreende uma pequena casa do conjunto original erguida em 1826, atualmente chamada de "casinha", as ruínas do primeiro engenho a vapor do Ceará, o Museu Arthur Ramos, Pinacoteca Floriano Teixeira, a Biblioteca Braga Montenegro, o Salão Iracema e um restaurante, que está temporariamente desativado.
No local existia também a casa grande, que foi destruída. A "casinha" mantém a sua construção original, simples, com piso em tijoleira, paredes de tijolo e cal, telha vã, um nível, telhado em quatro águas, utilizada a madeira de carnaúba para os caibros.